# Anadrymadusa ornatipennis
Anadrymadusa ornatipennis är en insektsart som först beskrevs av Willy Adolf Theodor Ramme 1926.  Anadrymadusa ornatipennis ingår i släktet Anadrymadusa och familjen vårtbitare. Inga underarter finns listade i Catalogue of Life.